# Països àrabs
Els països àrabs o el Món Àrab (العالم العربي, al-ʿālam al-ʿarabī) inclouen en la definició estàndard els 22 Estats i territoris de la Lliga Àrab que s'estenen des de l'oceà Atlàntic a l'oest fins al mar d'Aràbia en l'est, i des del Mar Mediterrani al nord a la Banya d'Àfrica i l'oceà Índic al sud-est. Eixos països estan doncs escampats per Àsia sud-occidental i Àfrica sobretot del nord. En conjunt tenen una població de 422 milions d'habitants a principis de 2013, amb més de la meitat per sota dels 25 anys. Tots eixos països tenen una forta identificació amb l'islam, tot i que la zona no es defineix en termes religiosos, sinó més aviat ètnics: el que hom ha anomenat «la nació àrab». Molts dels països tenen extenses reserves de petroli, nivells moderats d'alfabetització i una gran disparitat entre classes socials.
Les fronteres dels diversos estats foren traçades per les potències colonials europees als segles xix i xx. Sovint es tracta de línies rectes dibuixades damunt un mapa sense haver tingut en consideració les característiques geogràfiques i demogràfiques del territori, i en especial l'estructura sovint tribal de la societat.

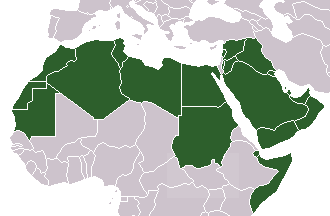
Els països àrabs. Les zones acolorides en verd clar són aquelles on hi ha importants minories de llengua no àrab. Les zones ratllades corresponen a països membres de la Lliga Àrab tot i que els arabòfons hi són minoria. No s'inclouen al mapa les minories arabòfones en països limítrofs no àrabs.

El nacionalisme àrab va sorgir durant la segona meitat del segle xix, junt amb altres nacionalismes en el si de l'Imperi Otomà. Després de la Segona Guerra Mundial, es va produir un moviment anomenat panarabisme que aspirava a unir tots els països àrabs en una sola entitat política i que es va canalitzar en part mitjançant la Lliga Àrab, que s'havia creat el 1945. Només Síria, l'Iraq, Egipte i el Iemen del Nord van experimentar una unificació de curta durada. Les divisions colonials històriques i l'extensió geogràfica foren les raons principals del fracàs del panarabisme. El nacionalisme àrab també va tenir la seva força a la regió a mitjan segle xx i formava part de l'ideari de diversos líders egipcis, algerians, libis, siris i iraquians. Destacats nacionalistes àrabs foren Gamal Abdel Nasser (Egipte), Ahmed Ben Bella (Algèria), Hafez al-Assad i Bashar al-Assad (Síria), Moammar al-Qadhafi (Líbia) i Mehdi Ben Barka (Marroc).
Els diversos països àrabs mantenen forts lligams entre ells. Ara bé, les diferents identitats nacionals s'han anat veient enfortides per les distintes realitats polítiques durant els últims 60 anys, amb la qual cosa cada cop és menys factible l'assoliment d'una única nació àrab. Les protestes populars per tot el Món Àrab de finals de 2010 i inicis de 2011 estigueren dirigides contra els Governs i la corrupció política associada, a més d'expressar l'exigència de millors oportunitats econòmiques i major llibertat política.
L'expressió "Món Árab" és refusada usualment per aquells que viuen a la regió i no es consideren àrabs ells mateixos, com és el cas amb pobles no semítics tals com els berebers i els kurds. Al cap i a la fi, l'anomenada expressió assumeix que tota la regió és àrab en la seua identitat, població i orígens, mentre que en realitat el territori originari dels àrabs és la península aràbiga. El terme és a més refusat per algunes minories semítiques indígenes tal com els jueus ashkenazim, sephardim i mizrahim, i també per caldeus, assiris i siríacs, ja que viuen des de temps anteriors als àrabs en llocs tals com Iraq, Palestina i Síria.

## Llista de països àrabs
| - Algèria - Aràbia Saudita - Bahrain - Comores - Djibouti - Egipte - Emirats Àrabs Units - Iemen - Iraq - Jordània - Kuwait - Líban | - Líbia - Marroc - Mauritània - Oman - Palestina (l'Autoritat Palestina només és reconeguda per la Lliga Àrab) - Qatar - Sàhara Occidental (la República Àrab Saharaui Democràtica no té un reconeixement unànime) - Síria - Sudan - Somàlia - Tunísia |

L'Iran, Turquia i l'Afganistan són països musulmans de l'Orient Mitjà, i el Pakistan i Bangladesh són nacions musulmanes del sud d'Àsia, però no són ètnicament àrabs.